# راية الجهاد

العلم الذي تستخدمه العديد من المنظمات الإسلامية (منذ أواخر التسعينيات) مع النص الأبيض للشهادة على خلفية سوداء

علم جماعة التوحيد والجهاد المستخدم في مقاطع الفيديو لقطع الرؤوس

علم الجهاديين هو علم يستخدمه العديد من المسلمين للجهاد. تتكون عادة من خلفية سوداء مع نص أبيض للشهادة (العقيدة الإسلامية) مزخرف عبرها بأسلوب كتابة الخط. تم اعتماد استخدامه على نطاق واسع من قبل الجهاديين في أوائل العقد الأول من القرن 21،[بحاجة لمصدر] وفي 2010 من قبل الدولة الإسلامية في العراق وسوريا. كما تم استخدام العلم من قبل العديد من المنظمات الإسلامية.
المنظمات التي استخدمت مثل هذا العلم الأسود تشمل:
- القاعدة
- الشباب
- الدولة الإسلامية في العراق وسوريا
- حزب الإسلام (2009)

في العقد الأخير من تمرد جنوب تايلاند، حل علم الراية إلى حد كبير محل الأعلام الانفصالية الملونة التي كانت تستخدمها الجماعات المتمردة المختلفة في السابق.

## علم دولة الإسلام في العراق والشام

"علم داعش" بتصميم "ختم محمد". الإطار: 2:3. تستخدم في مقاطع الفيديو الخاصة بقطع الرأس؛ محظور في العديد من الدول حول العالم، مثل ألمانيا.

المتغير التي استخدم من قبل داعش، وقبل ذلك من قبل الدولة الإسلامية في العراق (منذ ق. 2006) تصور العبارة الثانية من الشهادة في شكل تصوير مفترض تاريخي لختم محمد.
في آب (أغسطس) 2014، اقترح رئيس الوزراء البريطاني ديفيد كاميرون أن أي شخص يظهر «علم الدولة الإسلامية» في المملكة المتحدة يجب أن يتم القبض عليه. استشهادًا بقانون الإرهاب لعام 2000، تنص المادة 13 (1 ب) من القانون على أن «[أي] شخص في مكان عام يرتكب جريمة إذا ارتدى أو حمل أو عرض مقالاً بطريقة أو في ظروف تثير شكاً معقولاً هو عضو أو مؤيد لمنظمة محظورة» ويمكن أن يواجه 6 أشهر في السجن أو غرامة قانونية.
كما تم منعه من التظاهر العام في هولندا منذ آب (أغسطس) 2014.
تم حظر استخدام صورة علم داعش (ولكن ليس الإصدارات الأخرى من المعيار الأسود) لأغراض غير تعليمية في ألمانيا من قبل وزارة الداخلية الاتحادية منذ أيلول (سبتمبر) 2014.  اقترحت النمسا المجاورة حظرًا في نفس الشهر.

## روابط خارجية
- الراية السوداء (الراية) في مشروع التصوير الإسلامي، مركز مكافحة الإرهاب في ويست پوينت
- سيميائية الراية السوداء (makingsenseofjihad.com)
- أسامة حسن، أعلام خراسان السوداء (unit1.wordpress.com)